# Krems (Duna)
A Krems a Duna 81 km hosszú bal oldali mellékfolyója az alsó-ausztriai Erdőnegyedben (Waldviertel). 

## Földrajz
Két forrásfolyója van, a Nagy és a Kis Krems.

## Bilder

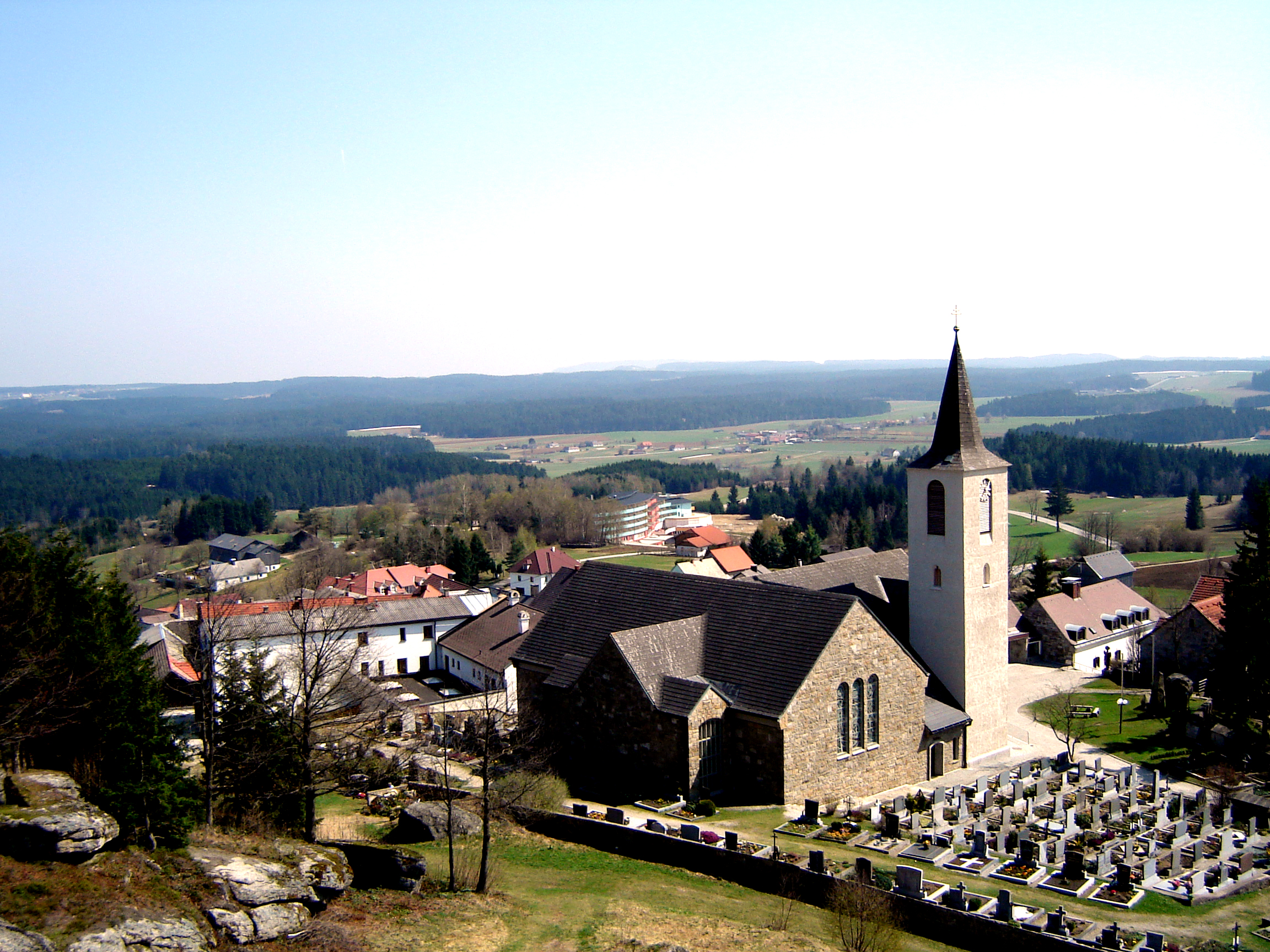
Bad Traunstein,  Große Krems  forrásánal
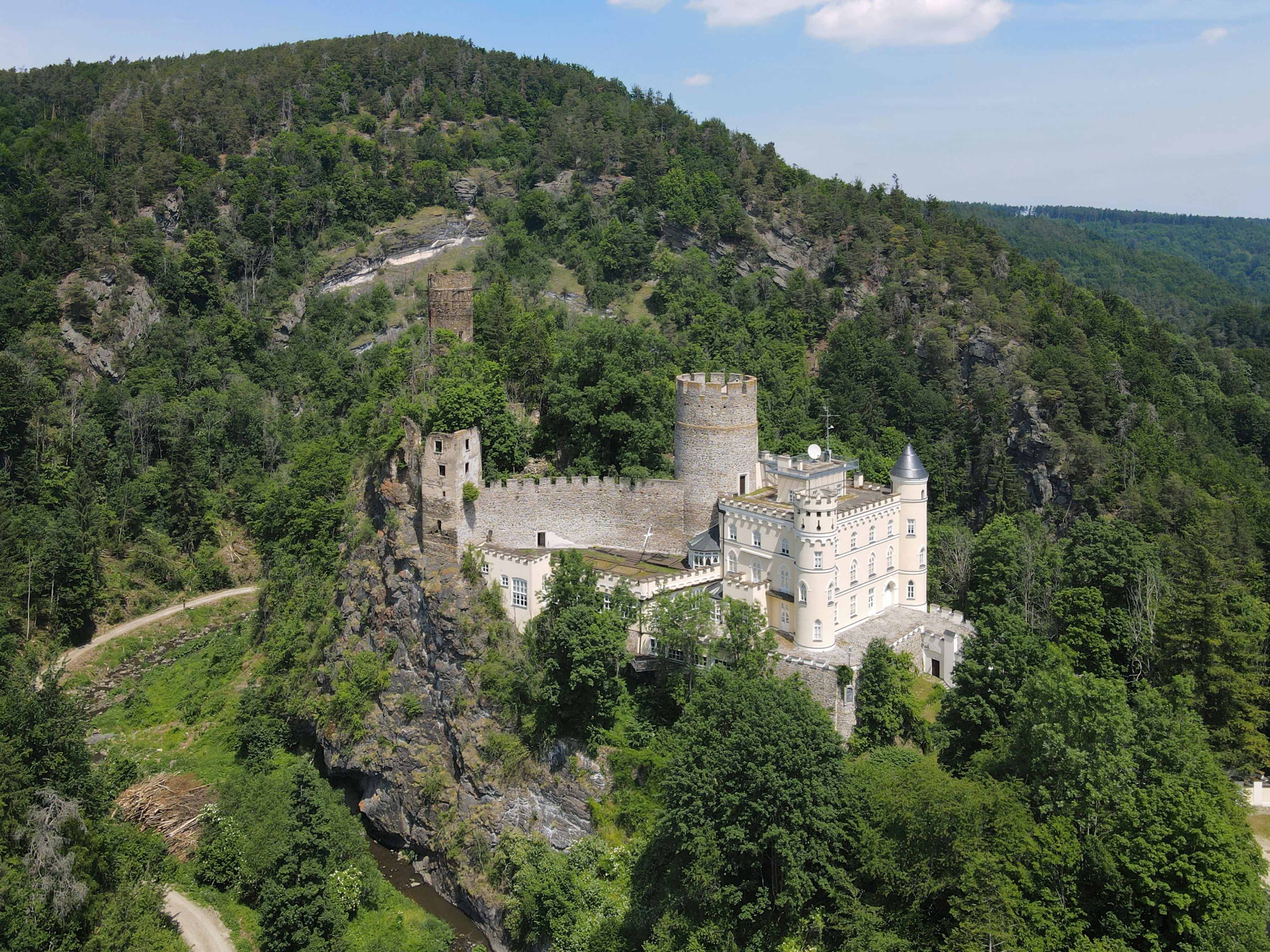
Hartenstein vár a Kleine Krems mellett
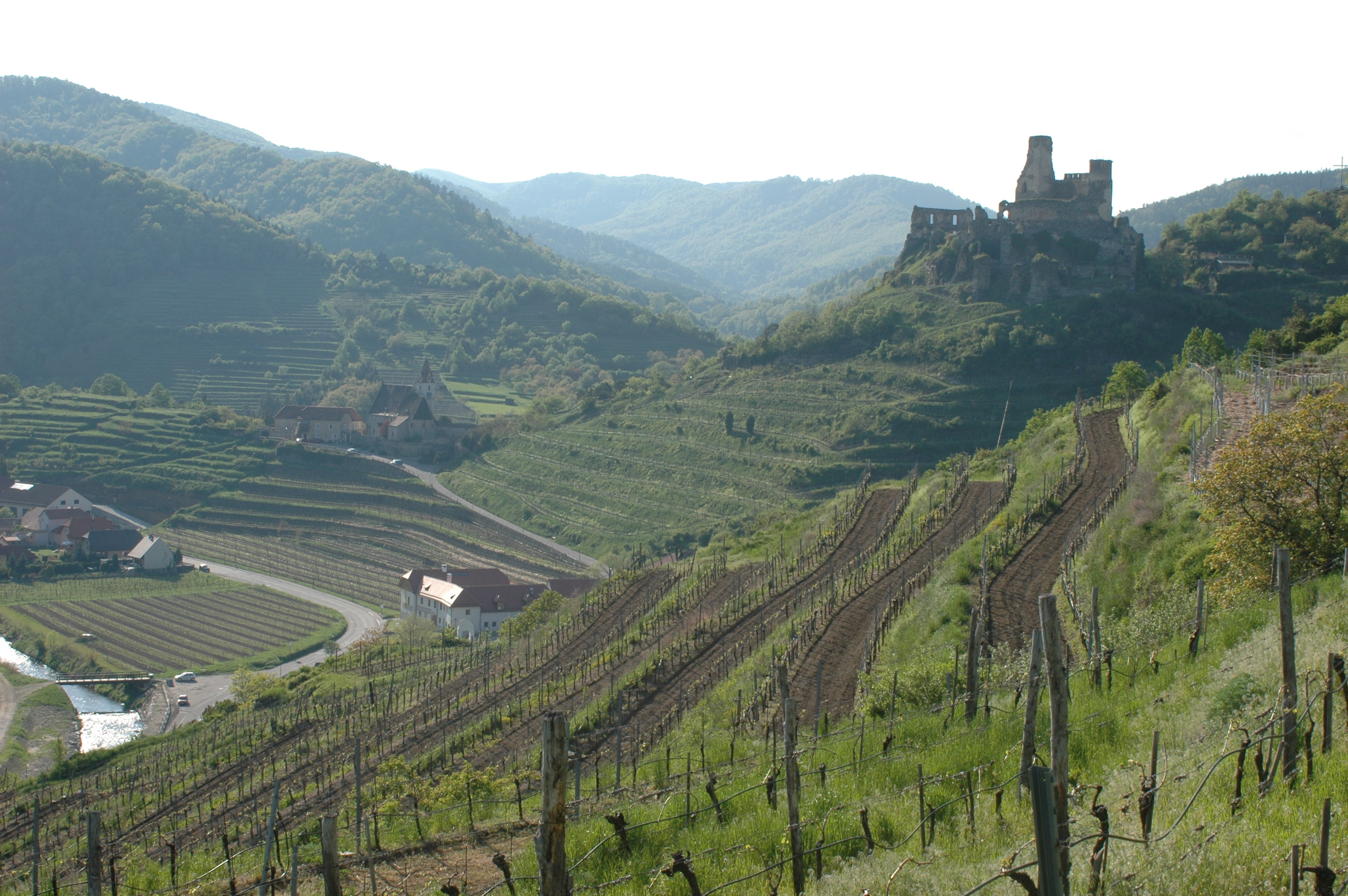
Senftenberg várrom a Kremsvölgyben
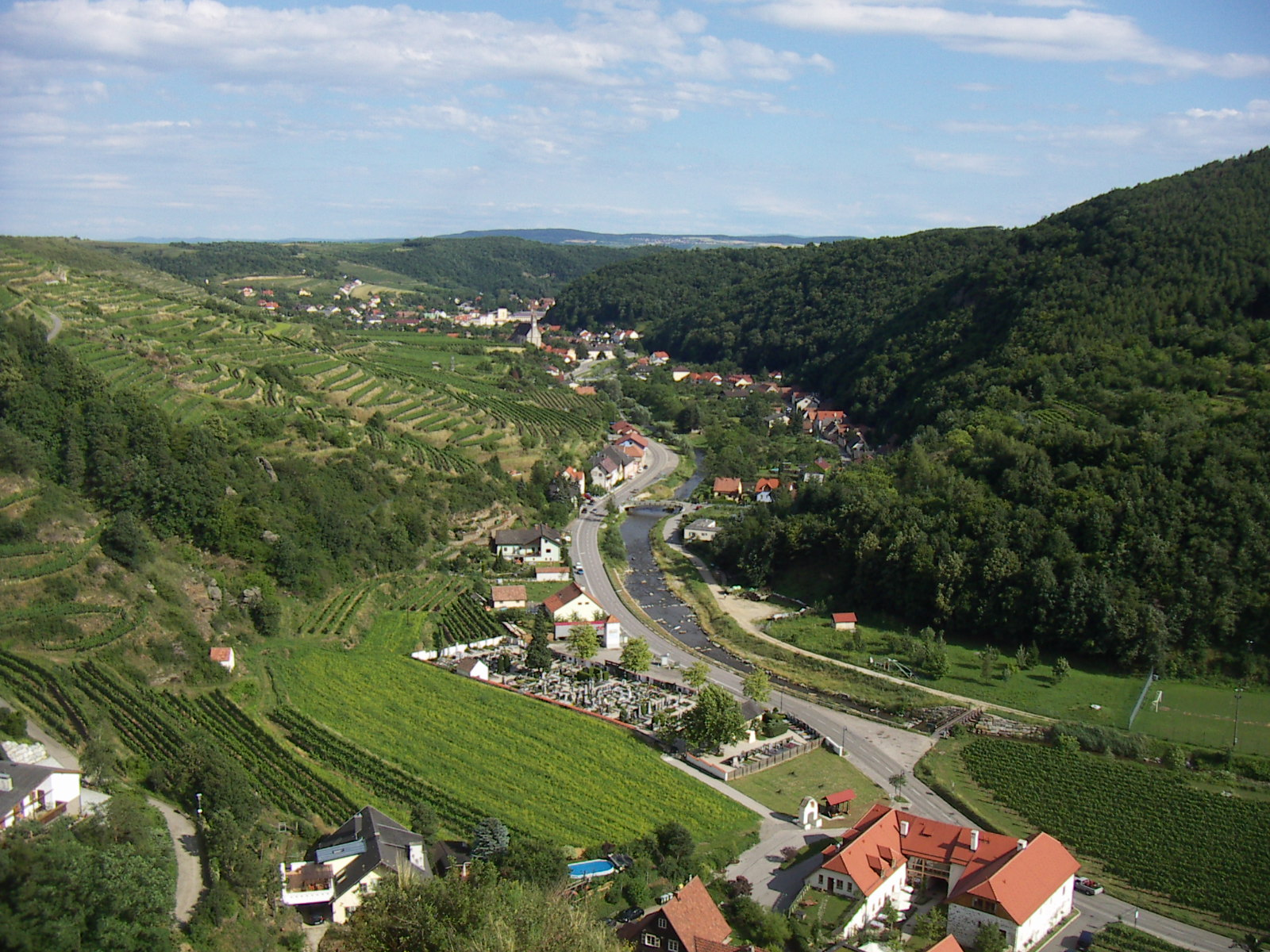
látkép a Imbach romtól Krems körnekén
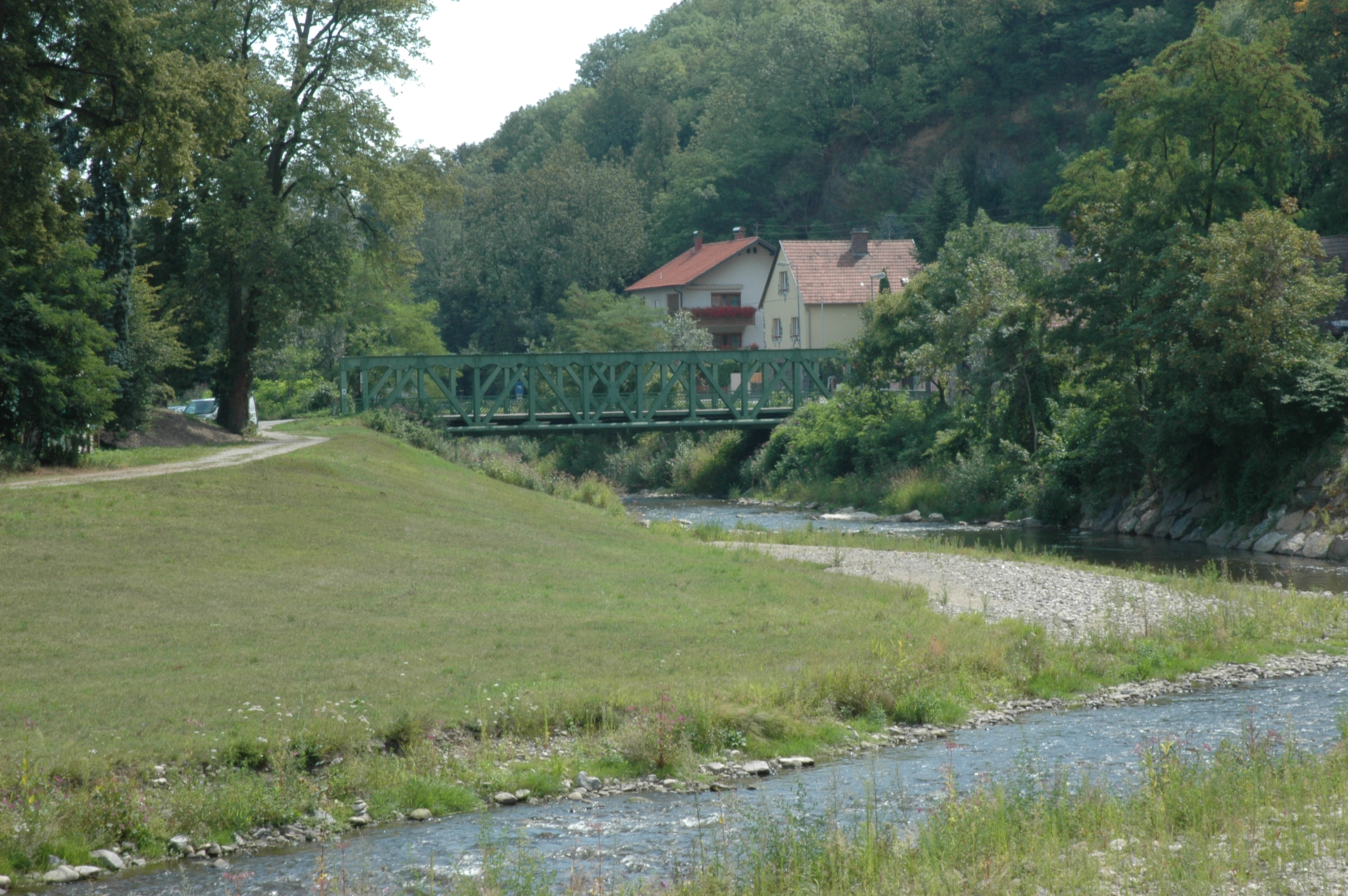
A folyó a kremsi Mühlhof városrésznél
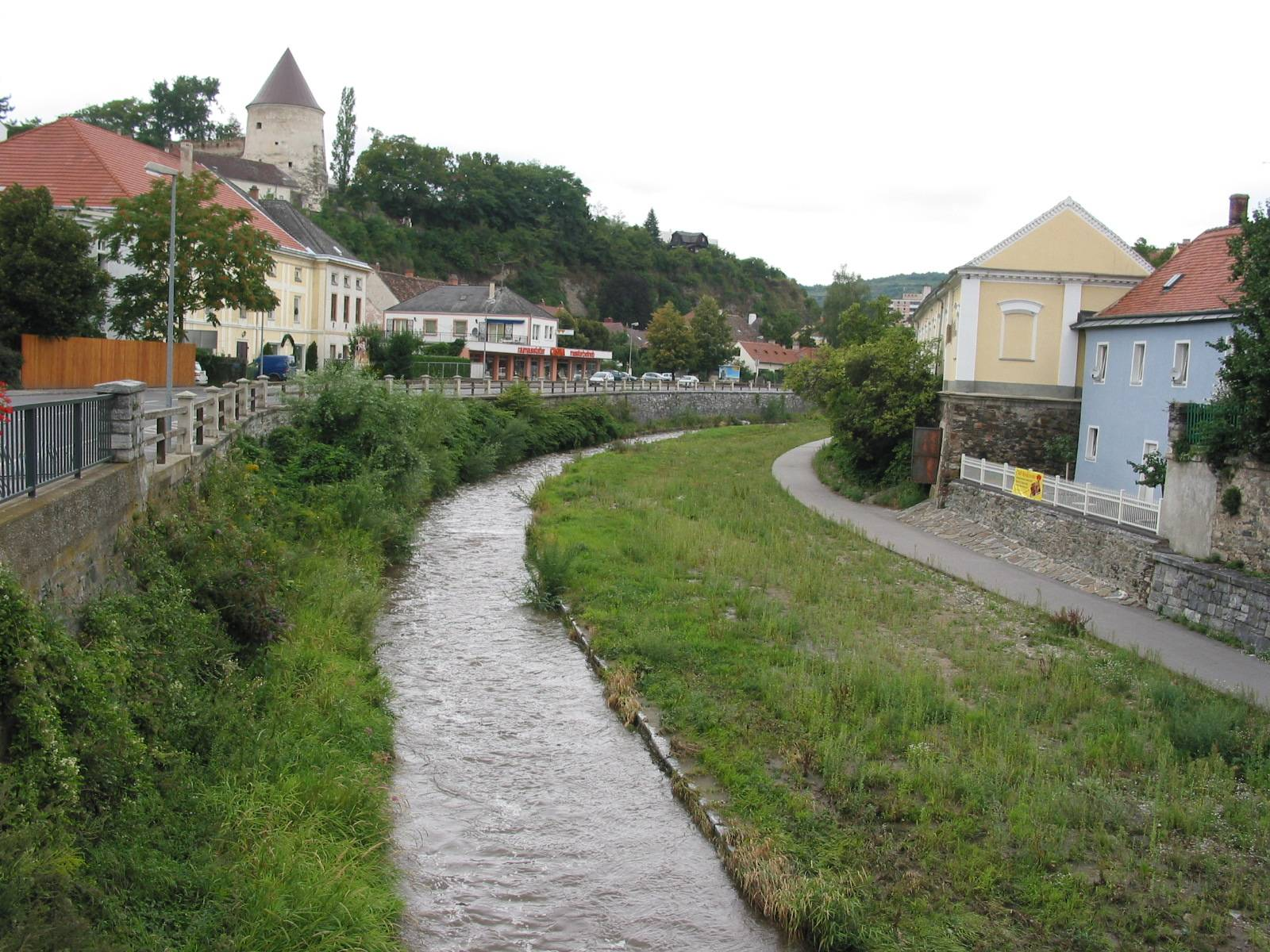
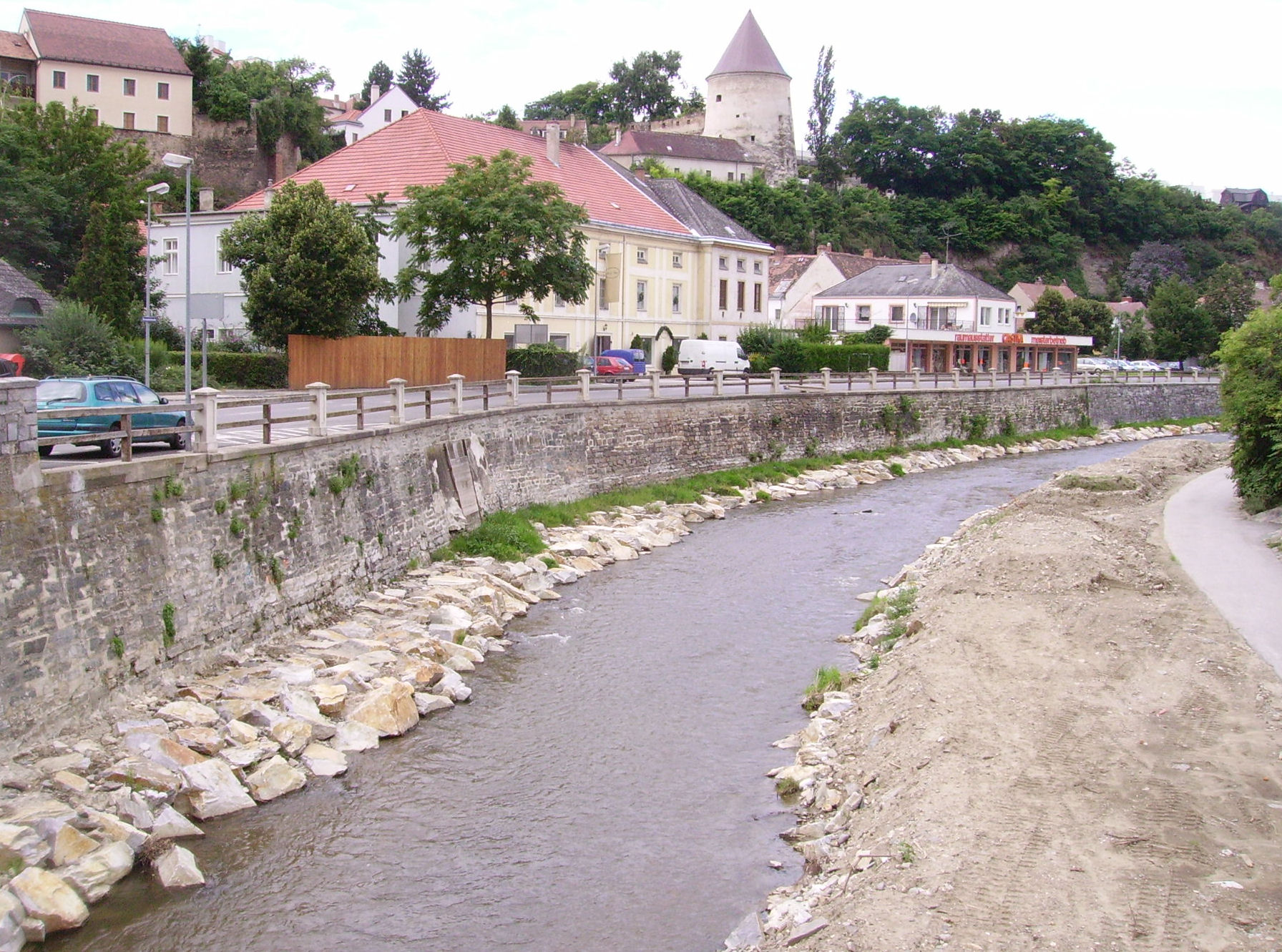
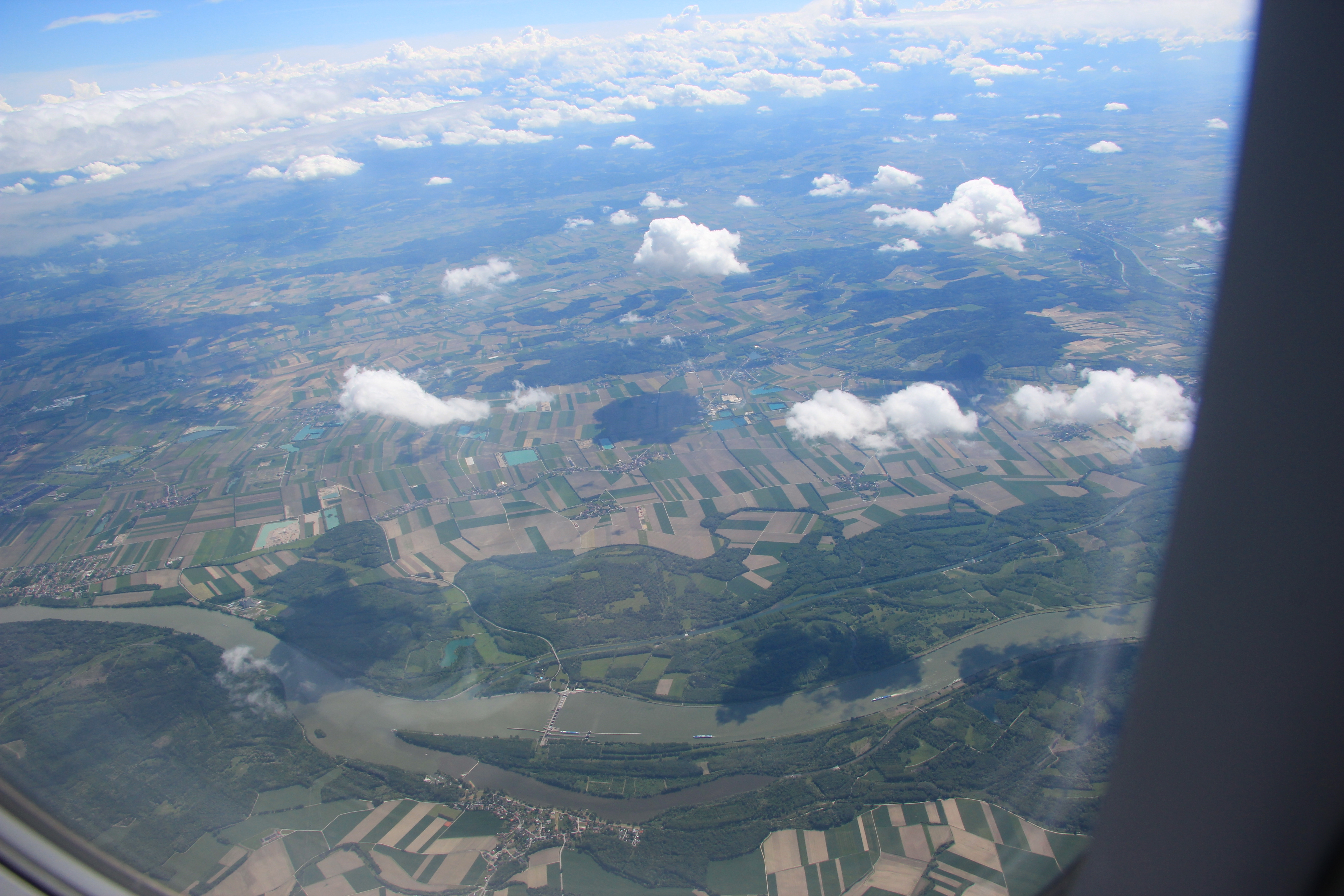
Az altenwörthi erőmű a  torkolatnál

## Fordítás
- Ez a szócikk részben vagy egészben  a   Große Krems című német Wikipédia-szócikk fordításán alapul.  Az eredeti cikk szerkesztőit annak laptörténete sorolja fel. Ez a jelzés csupán a megfogalmazás eredetét és a szerzői jogokat jelzi, nem szolgál a cikkben szereplő információk forrásmegjelöléseként.